# دخلة الصرود

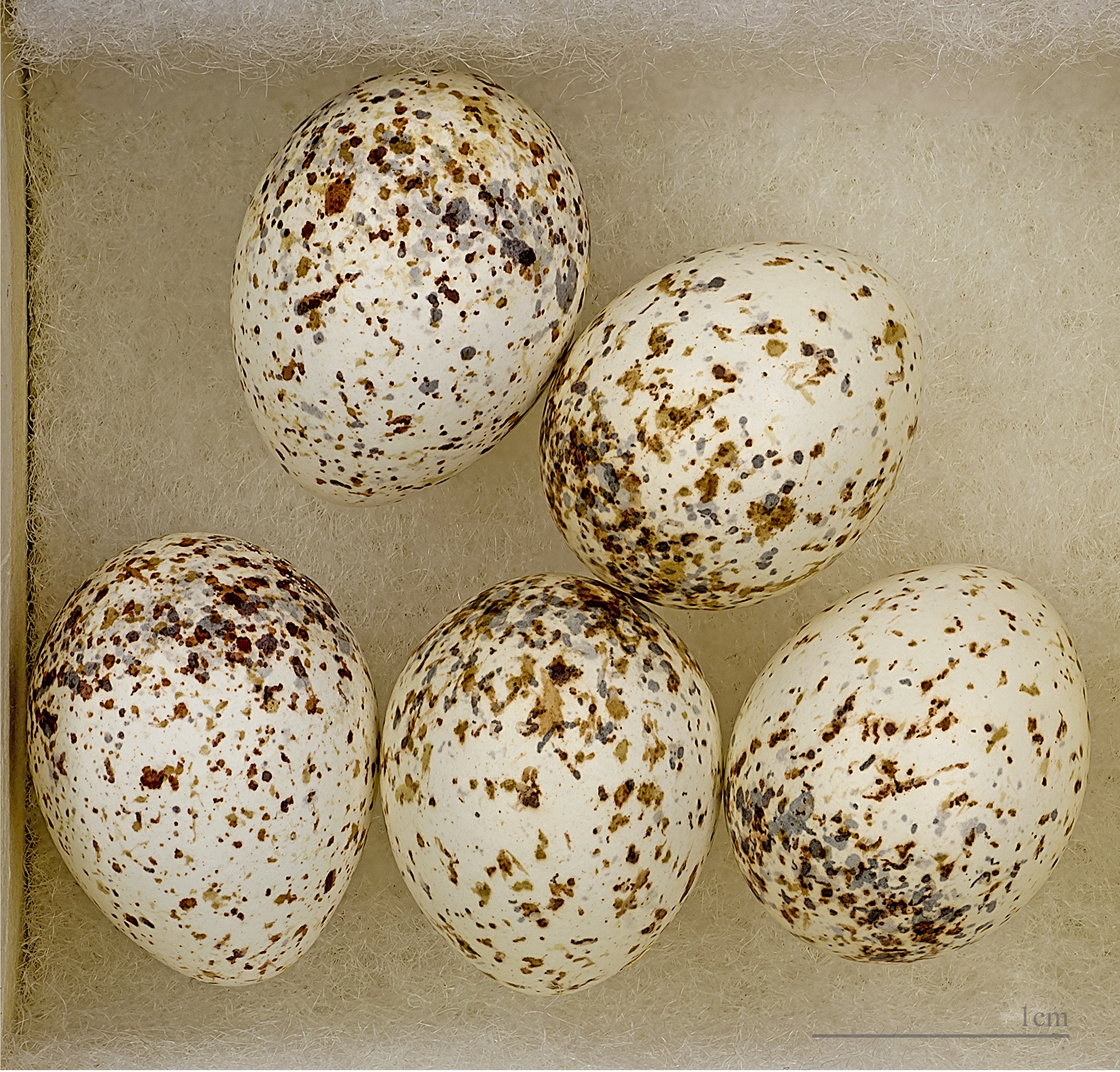
Sylvia cantillans

دخلة الصرود يسمى أيضا هازجة الصرود (الاسم العلمي: Sylvia cantillans) (بالإنجليزية: Subalpine Warbler)‏، هو طائر ينتمي إلى طيور الصادح (فصيلة: Sylviidae).